# Ottavio Orsini
Ottavio Orsini (1585 – 1640) è stato un vescovo cattolico italiano.

## Biografia
Nacque nel 1585, figlio di Giordano, discendente da un ramo di una nobile famiglia romana, e di Laura Carducci, patrizia fiorentina. Anche il fratello Paolo Orsini divenne vescovo.
Ordinato sacerdote nel 1618, il 13 settembre 1621 papa Gregorio XV lo nominò vescovo di Venafro. Ricevette la consacrazione episcopale il 21 settembre seguente dal cardinale Roberto Ubaldini, vescovo di Montepulciano, co-consacranti i vescovi Pietro Antonio da Ponte, vescovo di Troia, e Fabrizio Landriani, vescovo di Pavia.
Nello stesso anno iniziò la visita pastorale alla diocesi.
Il 20 settembre 1632 papa Urbano VIII lo trasferì alla sede di Segni.
Morì nel 1640.

## Genealogoa episcopale
La genealogia episcopale è:
- Cardinale François de Joyeuse
- Cardinale Jacques du Perron
- Cardinale Roberto Ubaldini
- Vescovo Ottavio Orsini